# جيمس روبرت هاتاور
جيمس روبرت هاتاور (بالإنجليزية: James Robert Hightower)‏ هو أستاذ جامعي أمريكي، ولد في 7 مايو 1915 في سولفور في الولايات المتحدة، وتوفي في 8 يناير 2006 في Herscheid ‏ في ألمانيا.